# 도리아 틸리에
도리아 틸리에(Doria Tillier, 1986년 3월 27일 ~ )는 프랑스의 배우이다.

## 출연 작품
- 볼레로: 불멸의 선율 (2024) - 미시아 역
- 올 어바웃 이브 (2019)
- 카페 벨에포크 (2019)
- 르 주 (2018)
- 미스터 앤 미세스 아델만 (2017)